# Journet
Journet – miejscowość i gmina we Francji, w regionie Nowa Akwitania, w departamencie Vienne.
Według danych na rok 1990 gminę zamieszkiwały 412 osoby, a gęstość zaludnienia wynosiła 7 osób/km² (wśród 1467 gmin regionu Poitou-Charentes Journet plasuje się na 616. miejscu pod względem liczby ludności, natomiast pod względem powierzchni na miejscu 20.).